# Kōmei
Kōmei (jap. 孝明天皇 Kōmei tennō; ur. 22 lipca 1831, zm. 30 stycznia 1867) - 121. cesarz Japonii, jedna z ważniejszych postaci w historii Japonii XIX wieku. Panował w latach 1846–1867, był ostatnim cesarzem okresu Edo. Jego imieniem własnym było Osahito (jap. 統仁), pełne imię Osahito Hiro no Miya (jap. 統仁煕宮).

## Życiorys
Osahito urodził się 22 lipca 1831, jako czwarty syn cesarza Ninkō. 21 lutego 1846 zmarł jego ojciec, a niecałe trzy tygodnie później, 10 marca, odbyła się intronizacja Osahito na cesarza. Przyjął on imię Kōmei.
W 1853, w siódmym roku panowania cesarza Kōmei, do Japonii przybył amerykański komodor Matthew Perry na czele floty amerykańskich okrętów. Pod jego naciskiem podpisano pierwszy traktat z państwem Zachodu. Kōmei był ostatnim cesarzem okresu Edo, gdy władza siogunów rodu Tokugawa miała się ku końcowi.
W latach 60. XIX wieku Kōmei, który prowadził rozmowy z siogunem Iemochim Tokugawą, postanowił, aby jego młodsza siostra, księżniczka Chikako, wyszła za niego, co miało być częścią planu osiągnięcia porozumienia pomiędzy dworem cesarskim a siogunem. Realizacja tego pomysłu została przerwana śmiercią sioguna w dniu 29 sierpnia 1866.
W styczniu 1867 roku cesarz Kōmei zachorował na śmiertelną czarną ospę i zmarł 30 stycznia 1867 w wieku 35 lat. Po jego śmierci władzę cesarską objął jego syn, Mutsuhito (睦仁), któremu Yoshinobu Tokugawa – mimo sprzeciwu zwolenników – zwrócił władzę, przypieczętowując restaurację władzy cesarskiej.

## Genealogia
Cesarz Kōmei miał sześcioro dzieci: cztery córki i dwóch synów, jednak tylko jego drugi syn, Mutsuhito, przeżył swoje 4. urodziny i został jego następcą; pozostałe dzieci zmarły przed ukończeniem 4 lat i nawet nie znamy ich imion.
| Kōkaku 光格天皇 ur. 23 IX 1771 zm. 11 XII 1840 | Kōkaku 光格天皇 ur. 23 IX 1771 zm. 11 XII 1840 |                                               |                                               | Księżna Yoshiko 勧修寺女青子 ur. ?? zm. po 1810 | Księżna Yoshiko 勧修寺女青子 ur. ?? zm. po 1810 |  |  | N.N. ??? ur. ?? zm. ?? | N.N. ??? ur. ?? zm. ?? |                              |                              | N.N. ??? ur. ?? zm. ?? | N.N. ??? ur. ?? zm. ?? |
|                                                |                                                |                                               |                                               |                                                 |                                                 |  |  |                        |                        |                              |                              |                        |                        |
|                                                |                                                |                                               |                                               |                                                 |                                                 |  |  |                        |                        |                              |                              |                        |                        |
|                                                |                                                | Ninkō 仁孝天皇 ur. 16 III 1800 zm. 21 II 1846 | Ninkō 仁孝天皇 ur. 16 III 1800 zm. 21 II 1846 |                                                 |                                                 |  |  |                        |                        | N.N. ??? ur. ??? zm. po 1831 | N.N. ??? ur. ??? zm. po 1831 |                        |                        |
|                                                |                                                |                                               |                                               |                                                 |                                                 |  |  |                        |                        |                              |                              |                        |                        |
|                                                |                                                |                                               |                                               |                                                 |                                                 |  |  |                        |                        |                              |                              |                        |                        |
|                                                |                                                |                                               |                                               |                                                 |                                                 |  |  |                        |                        |                              |                              |                        |                        |

|  |  | 1 Kujo Asako 九条夙子 ur. ??? zm. ???     | 1 Kujo Asako 九条夙子 ur. ??? zm. ???     | Komei 孝明天皇 ur. 22 VII 1831 zm. 30 I 1867 | Komei 孝明天皇 ur. 22 VII 1831 zm. 30 I 1867 | 2 Nakayama Yoshiko 仲山余四孝子 ur. 1834 zm. 1907 | 2 Nakayama Yoshiko 仲山余四孝子 ur. 1834 zm. 1907 |  |  |
|  |  |                                           |                                           |                                              |                                              |                                                   |                                                   |  |  |
|  |  |                                           | 1                                         |                                              | 1                                            |                                                   | 2                                                 |  |  |
|  |  | Cztery nieznane córki ??? ur. ??? zm. ??? | Cztery nieznane córki ??? ur. ??? zm. ??? | N.N. (syn) ??? ur. przed 1852 zm. przed 1854 | N.N. (syn) ??? ur. przed 1852 zm. przed 1854 | Mutsuhito 明治天皇 ur. 3 XI 1852 zm. 30 VII 1912  | Mutsuhito 明治天皇 ur. 3 XI 1852 zm. 30 VII 1912  |  |  |